# Hednota subfumalis
Hednota subfumalis là một loài bướm đêm trong họ Crambidae.